# Kisielewicze
Kisielewicze (błr. Кісялевічы; ros. Киселевичи) – była wieś i majątek na Polesiu, przy kolei libawsko-romneńskiej, obecnie na Białorusi, 4 km na północny zachód od centrum Bobrujska, obecnie na terenie tego miasta.

## Historia
Od połowy XIX wieku kisielewickie dobra należały do rodziny Wańkowiczów. Malwina Wańkowicz, wychodząc za Mamerta Gordziałkowskiego wniosła ten majątek w posagu. Kolejnymi właścicielami tych włości byli Antoni Mamert Gordziałkowski i jego syn Olgierd Gordziałkowski (1886–1965), ostatni właściciel Kisielewicz i majątku liczącego na początku XX wieku ok. 1500 ha.
W wyniku II rozbioru Polski Kisielewicze znalazły się w 1793 roku w Imperium Rosyjskim. W XIX wieku należały do włości horbacewickiej, parafii prawosławnej Mikołaja Cudotwórcy. W latach 1919–1920 wieś znalazła się pod polskim zwierzchnictwem, wszedłszy w skład gminy Horbacewicze. Po ustaleniu przebiegu granicy polsko-radzieckiej w 1921 roku znalazła się na terytorium ZSRR, od 1991 roku – na terenie Białorusi.
Obecnie jedynymi śladami po wsi jest stacja kolejowa „Kisielewicze” i nieopodal ulica Kisielewicka w Bobrujsku oraz powstały w 1964 roku sowchoz „Kisielewicze”.

## Dawny dwór
Siedzibą Gordziałkowskich był duży, drewniany, o dziewięcioosiowej elewacji dwór, pochodzący z I połowy XIX wieku. Dom był wybudowany na planie szerokiego prostokąta, w układzie dwutraktowym. Z obszernego holu wchodziło się do wielkiej sali o wymiarach 8x12 m, z oszklonymi drzwiami i oknami, ogrzewanej 2 wielkimi piecami kaflowymi.
Dwór stał pośrodku rozległego, starego parku, z pięknym starodrzewiem i alejami lipowymi. W parku była sadzawka i kaplica z grobami rodzinnymi Wańkowiczów i Gordziałkowskich.
Majątek w Kisielewiczach został opisany w 1. tomie Dziejów rezydencji na dawnych kresach Rzeczypospolitej Romana Aftanazego.